# Bankaval
Der Bankaval (auch das Bankaval) oder Avalkredit (von italienisch avallo, „Wechsel“, dieses von arabisch حوالة, DMG Ḥawāla = Hawala, „Mandat“, „Wechsel“) ist im Bankwesen die Übernahme von Bürgschaften, Garantien oder ähnlichen Eventualverbindlichkeiten durch Kreditinstitute im Auftrag von Bankkunden im Rahmen des Kreditgeschäfts. Der Begriff Aval steht auch für die Unterzeichnung eines Wechsels durch eine zusätzliche Person, die damit als Wechselbürge ebenso haftet wie der Bezogene und der Aussteller des Wechsels.

## Allgemeines
Das Kreditgeschäft der Kreditinstitute besteht einerseits aus der Kreditgewährung durch Herausgabe von Darlehen und Krediten jeder Art, zu denen rechtlich auch Kontokorrent- oder Dispositionskredite gehören. Andererseits haften Kreditinstitute auch als Bürge oder Garant im Rahmen von Eventualverpflichtungen, übernehmen also das Haftungsrisiko für Verpflichtungen, die ihr Bankkunde gegenüber Dritten eingegangen ist. Hier stellen sie kein Geld zur Verfügung (so genannte „Geldleihe“), sondern haften als Bürge mit ihrer Kreditwürdigkeit (so genannte „Kreditleihe“).

## Rechtsgrundlagen
Der Avalkredit ist in Deutschland ein Bankgeschäft nach § 1 Nr. 8 KWG. Danach ist es lediglich Kreditinstituten, ausnahmsweise auch Versicherungen gestattet, für ihre Kunden Avalkredite zu übernehmen. Nicht anders als bei Geldkrediten fungiert die Bank im Avalkreditgeschäft als Kreditgeber, der Bankkunde ist Kreditnehmer. Grundlage des Avalkredits ist ein Kreditvertrag mit dem Kreditnehmer, der die Übernahme einer Eventualhaftung durch die Bank zum Gegenstand hat (Avalkreditvertrag). Der Avalkreditvertrag wird schriftlich im Rahmen der gewillkürten Schriftform abgeschlossen (§ 127 BGB). Im Rechtsverhältnis zwischen Bank und Bürgschaftsgläubiger gilt Bürgschaftsrecht; das Rechtsverhältnis zwischen Bank und Bankkunde ist durch einen entgeltlichen Geschäftsbesorgungsvertrag gekennzeichnet, durch den es die Bank gegen Zahlung einer Avalprovision übernimmt, sich zu Gunsten ihres Kunden gegenüber dessen Gläubiger zu verbürgen.
Bei Avalkrediten besteht eine Beziehung zwischen drei Parteien. Die Bank ist Bürge nach § 765 BGB, der Bankkunde ist Schuldner der verbürgten Verbindlichkeit oder zu erbringenden Leistung, der Gläubiger des Bankkunden ist zugleich begünstigter Gläubiger aus der Bankbürgschaft. Aus Sicht der Bank handelt es sich bei ihrer Funktion als Bürge um eine Eventualhaftung, weil sie zunächst davon ausgehen darf, dass der Bankkunde seine verbürgte Verbindlichkeit erfüllt oder seine versprochene Leistung erbringt und dadurch die Bankbürgschaft erlischt. Geschieht das nicht, verwandelt sich die Eventualhaftung der Bank in eine echte Verbindlichkeit gegenüber dem Gläubiger des Bankkunden. Die Bank zahlt als Bürge für ihren nicht zahlungsfähigen oder -willigen Kunden, wodurch nach § 774 BGB und den entsprechenden Bedingungen des Kreditvertrags die Forderung des Bürgschaftsgläubigers im Wege der Legalzession automatisch auf die Bank übergeht. Das Kreditrisiko der Bank besteht darin, dass die Bank die Wahrscheinlichkeit ihrer Inanspruchnahme aus ihrer Eventualhaftung einschätzen und bei Inanspruchnahme ihren Anspruch auf Rückzahlung gegen ihren Bankkunden durchzusetzen versuchen muss.
Die im Rahmen des Avalkredits von der Bank ausgestellte Bürgschaft ist in den §§ 765 bis 778 BGB und §§ 349 und 350 HGB geregelt. Die Garantie ist gesetzlich hingegen nicht geregelt. Es handelt sich um einen schuldrechtlichen Vertrag im Sinne von § 311 BGB, dessen Inhalt die Vertragspartner im Rahmen der Vertragsfreiheit weitgehend selbst bestimmen können. Im Auslandsgeschäft bedienen sich die Banken in der Regel der international gebräuchlichen Garantie, die auf erste Anforderung und gegen eine Erklärung des Begünstigten (beispielsweise, dass der Kunde seinen Vertragsverpflichtungen nicht nachgekommen ist) zahlbar ist.
Aufgrund der Garantie hat der Garant (= die avalerstellende Bank)
- für einen künftigen Erfolg einzustehen oder
- die Gewähr für einen künftigen, noch nicht entstandenen Schaden zu übernehmen.

International ist unter anderem 1991 der Versuch unternommen worden, einheitliche Garantiebedingungen zu schaffen, die in Einheitliche Richtlinien für Vertragsgarantien der Internationalen Handelskammer mündeten.
Bilanzrechtlich werden Avalkredite nach § 251 HGB als Haftungsverhältnisse „unter der Bilanz“ ausgewiesen. Auch nach § 19 Abs. 1 KWG gehört der Avalkredit zu den „anderen außerbilanziellen Geschäften“ und wird wie Geldleihe auf das Kreditvolumen angerechnet. Anders als Geldkredite werden Avalkredite nicht in der Bilanz selbst, sondern als Eventualverpflichtungen unterhalb der Bilanz als „außerbilanzielles Geschäft“ erfasst und sind deshalb nicht Bestandteil der Bilanzsumme. Die Eventualverpflichtungen aus dem Avalkreditgeschäft und die Indossamentsverbindlichkeiten aus weitergegebenen Wechseln werden mit der Bilanzsumme addiert, um die für Kreditinstitute wichtige Maßgröße des Geschäftsvolumens zu ermitteln.

## Avalarten
- Anzahlungsaval: Sichert den Anzahlungs- oder Vorauszahlungsbetrag für eine Lieferung oder Investition ab.
- Bei einem Ausbietungsaval übernimmt der ausstellende Garant oder Bürge die Haftung gegenüber einem Gläubiger aus einem Grundpfandrecht, damit dieser bei der Zwangsversteigerung keinen Forderungsausfall erleidet.
- Bietungsaval: Die haftende Bank stellt sicher, dass durch den Bieter bei einer Ausschreibung eine Vertrags- oder Konventionalstrafe gezahlt werden kann, wenn er seine bei Angebotsabgabe übernommenen Verpflichtungen nicht erfüllt oder den Vertrag nach Zuschlagserteilung nicht unterzeichnet.
- Erfüllungsaval: Sichert die ordnungsgemäße Erfüllung vertraglicher Ansprüche ab.
- Gewährleistungsaval: Sichert den Gewährleistungsanspruch eines Bauherrn oder Investors ab.
- Mietaval: Dient zur Absicherung eines Mietvertrages, wodurch die Kautionsstellung durch den Mieter ersetzt wird.
- Prozessbürgschaft: Im Zusammenhang mit einer Zwangsvollstreckung können Gerichte im Urteil die Stellung selbstschuldnerischer Bürgschaften verlangen. Das Prozessaval dient entweder der Durchführung oder der Abwendung einer Zwangsvollstreckung.
- Reisesicherungsaval: Vorauszahlungen auf den Reisepreis müssen bei Pauschalreisen gemäß § 651r Abs. 3 BGB durch Bankaval oder Kautionsversicherung abgesichert werden.
- Steuerbürgschaft: Der ausstellende Bürge haftet für die ordnungsgemäße Zahlung gestundeter Steuern durch den Steuerpflichtigen.
- Wechselaval: Sichert die Wechselgläubiger ab, dient wirtschaftlich zur Bonitätsverbesserung eines Wechsels und ermöglicht damit eine günstigere Refinanzierung. Das Wechselaval ist in Art. 31 Wechselgesetz geregelt.
- Zahlungsaval: Sichert Zahlungen bis zum Eintreffen der Ware oder Erbringen der Leistung ab.
- Zollbürgschaft: Die Bundeszollverwaltung kann nach den Vorschriften des Zollkodex (ZKo) und der Abgabenordnung (AO) Ansprüche aus Steuerschuldverhältnissen, Zöllen und Verbrauchsteuern gegen Sicherheitsleistung stunden (§§ 221 bis 223 AO). Als Sicherheitsleistung (§ 241 AO) kann auch eine Bürgschaft eines tauglichen Steuerbürgen (§ 244 AO) zugelassen werden.

## Avalprovision
Für ihr Kreditrisiko und die dem Geschäftsbesorgungsvertrag zugrunde liegende Dienstleistung erhält die Bank gemäß Kreditvertrag eine nach der Höhe und Risiko des Avalkredits berechnete Avalprovision. Da es sich nicht um einen Geldkredit handelt, orientiert sich die Avalprovision nicht an den aktuellen Kreditzinsen, sondern am individuellen Haftungsrisiko der Bank. Das ist der Grund, warum von Avalprovision die Rede ist, weil Provisionen in Zusammenhang mit Dienstleistungen berechnet werden. Zudem spielt bei der Höhe der Avalprovision die aufsichtsrechtliche Einordnung des Avalkredits eine Rolle. Bis auf die Anzahlungsavale sind wegen des vergleichsweise geringen Kreditrisikos Avalkredite lediglich mit 50 % Eigenmitteln zu unterlegen (Art. 166 Kapitaladäquanzverordnung).

## Kautionsversicherung
Im Rahmen der Versicherung für fremde Rechnung (§§ 43 ff. VVG) betreiben Versicherungen die so genannte Kautionsversicherung. Sie übernehmen dabei dieselben Avalarten wie Kreditinstitute und treten diesen deshalb als Konkurrenten gegenüber. Die Bestimmungen der §§ 43 ff. VVG sind auf das Kautionsversicherungsgeschäft jedoch nur eingeschränkt anwendbar, weil durch das Bürgschaftsverhältnis zwischen dem Bürgschaftsgläubiger und der Versicherung eine eigenständige Rechtsbeziehung besteht. Versichertes Risiko jedenfalls ist das schlechte Wirtschaften des Versicherten. Nach § 2 Abs. 2 KWG gilt für Versicherungsunternehmen die Bestimmung des § 14 KWG für Millionenkredite, sodass auch Kautionsversicherungen der Deutschen Bundesbank vierteljährlich zu melden sind. In einem Rundschreiben vom 22. Mai 1996 weist die BAFin alle deutschen zum Kredit- und Kautionsversicherungsgeschäft zugelassenen Versicherungsunternehmen auf die besonderen Risiken der Kautionsversicherung hin und stellt hierzu organisatorische Anforderungen auf. Nach § 210 VVG gehören die Risiken aus Kautionsversicherungen zu den Großrisiken.

## Wirtschaftliche Bedeutung
Die Kreditnehmer vermeiden den Einsatz von Liquidität etwa durch Stundung oder durch Verzicht auf Hinterlegung. Es fällt lediglich eine Avalprovision an, die meist deutlich unter dem Marktzinsniveau liegt.
Für die Kreditinstitute gelten Avale als Eventualverbindlichkeiten, so dass liquide Mittel nur dann zur Verfügung gestellt werden müssen, wenn es zu einer Inanspruchnahme aus der Eventualverbindlichkeit kommt. Deshalb ist das Adressenausfallrisiko des Avalkreditnehmers niedriger gewichtet und erlaubt daher ein höheres Kreditvolumen als echte Geldkredite.

## Beendigung
Avalkredite werden als Eventualverpflichtung nicht getilgt, sondern nach Erledigung des Avalzwecks durch Rückgabe der Originalurkunde an die haftende Bank von dieser ausgebucht. In der bedingungslosen Rückgabe der Originalurkunde liegt nach dem Kreditvertrag eine konkludente Handlung des Bürgschaftsgläubigers oder eines Dritten, dass er die Rechte aus dem Bankaval nicht mehr geltend machen wird.

## Avalgarantie
Die Avalgarantie ist eine Sicherheit (Garantieversprechen) zu Gunsten des Garantiestellers und gehört zu den Produkten der Exportkreditgarantien des Bundes (Hermes-Bürgschaft). Mit ihr nimmt der Bund dem Garantiesteller im wesentlichen Umfang dessen Regressrisiko auf den Exporteur ab. Denn die Avalgarantie führt dazu, dass der Bund dem Garantiesteller den gezogenen Garantiebetrag bis in Höhe der garantierten Quote (max. 80 %) erstattet. Die Erstattung erfolgt auf erstes Anfordern und insbesondere unabhängig vom Ziehungsgrund. Die Avalgarantie ist also keine bloße Ausfallbürgschaft, und die Erstattungszahlung erfolgt auch im Falle der berechtigten Inanspruchnahme (englisch fair calling). Sie führt zu einer direkten Entlastung der Kreditlinie des Exporteurs. Insbesondere kleine und mittelständische Unternehmen können dadurch ihre Liquidität verbessern.

## International
Die Art. 4 Nr. 93 und Art. 5 Kapitaladäquanzverordnung (CRR) beziehen die Risikoposition der Eventualverbindlichkeiten in das Kreditgeschäft der CRR-Kreditinstitute ein, wodurch den Kreditinstituten in den EU-Mitgliedstaaten der Avalkredit ermöglicht wird. 
In Österreich stimmen die Grundlagen mit Deutschland weitgehend überein. In der Schweiz heißt der Avalkredit auch Kautionskredit, der für alle wie in Deutschland möglichen Haftungsarten gilt. In Frankreich ist die Bürgschaft (französisch cautionnement) in Art. 2288 ff. Code civil (CC) vorgesehen, die Garantie (französisch garantie) in Art. 2321 CC. Die Bürgschaft kommt als Ausfallbürgschaft (französisch cautionnement simple) oder als gesamtschuldnerische Bürgschaft (französisch cautionnement solidaire) vor. Ihre Akzessorietät ist in Art. 2289 CC, der Einwand der Vorausklage (französisch bénéfice de discussion) in Art. 2298 CC geregelt. Als Bürge dürfen auch Banken auftreten (französisch garantie bancaire), wobei es Zahlungsgarantien (französisch garanties de paiement), Bietungsgarantien (französisch garanties de soumission), Anzahlungsgarantien (französisch garanties de restitution d'acompte) oder Vertragserfüllungsgarantien (französisch garanties de bonne exécution, garanties de bonne fin) gibt. 
Im angelsächsischen Bereich ist das Bankaval (englisch contingency) weitverbreitet. In den USA dürfen dagegen Banken gemäß Titel 12 USC Sec. 24 (1988) keine Bürgschaften/Garantien übernehmen, weshalb der Standby-Letter of Credit die einzige Möglichkeit der Haftungsübernahme darstellt. Der Standby Letter of Credit taucht formal zwar als Teil eines Akkreditivs auf, er ist materiell jedoch ein garantieähnliches Instrument, wenn der wirtschaftliche Zweck der Verpflichtung die finanziellen Nachteile beim Ausbleiben eines bestimmten Erfolges (etwa Nichterfüllung einer Lieferpflicht) ausgleichen soll.